# Leftoverture
 (septembre 2015).
Si vous disposez d'ouvrages ou d'articles de référence ou si vous connaissez des sites web de qualité traitant du thème abordé ici, merci de compléter l'article en donnant les références utiles à sa vérifiabilité et en les liant à la section « Notes et références ».
Leftoverture, sorti en octobre 1976, est le quatrième album du groupe de rock progressif américain Kansas. 
Son succès est en partie dû au tube international Carry On Wayward Son écrit par Kerry Livgren, qui avoue avoir composé cette chanson initialement en tant que simple partie de la suite The Pinnacle présente sur l'album Masque.

## Titres
| No | Titre                     | Compositeurs   | Durée |
| -- | ------------------------- | -------------- | ----- |
| 1. | Carry on Wayward Son      | Livgren        | 5:32  |
| 2. | The wall                  | Livgren, Walsh | 4:51  |
| 3. | What's On My Mind         | Livgren        | 3:28  |
| 4. | Miracles Out Of Nowhere   | Livgren        | 6:28  |
| 5. | Opus Insert               | Livgren        | 4:30  |
| 6. | Questions Of My Childhood | Livgren, Walsh | 3:40  |
| 7. | Cheyenne Anthem           | Livgren        | 6:55  |
| 8. | Magnum Opus               | Kansas         | 8:25  |

## Musiciens
- Kerry Livgren : claviers, guitares
- Steve Walsh : chant, claviers
- Rich Williams : guitares
- Robby Steinhardt : violon, chant
- Dave Hope : basse, chœurs
- Phil Ehart : batterie, percussions